# Alectra capensis
Alectra capensis là loài thực vật có hoa thuộc họ Cỏ chổi. Loài này được Thunb. mô tả khoa học đầu tiên năm 1800.